# William Sydeman
William Jay Sydeman (* 8. Mai 1928 in New York City; † 27. Mai 2021 in The Woods bei Mendocino, Kalifornien) war ein US-amerikanischer Komponist und Musikpädagoge.

## Leben
William Sydeman studierte am Mannes College of Music, wo er später zwischen 1960 und 1970 selbst Komposition unterrichtete, und profilierte sich bald als vielseitiger und produktiver Komponist, der u. a. Kompositionsaufträge vom Lincoln Center for the Performing Arts, Tanglewood Music Center und Boston Symphony Orchestra erhielt. In seinen mehr als 400 Werken verband er traditionelle und experimentelle Musiksprache, Elemente der Klassik und des Barock mit solchen der zeitgenössischen Avantgarde-Musik.
1970 verließ er New York und unterbrach seine Tätigkeit als Komponist. Er unterrichtete in einem Drogen-Rehabilitationszentrum für Jugendliche in Kalifornien, arbeitete zwei Jahre in Los Angeles in der kommerziellen Musikindustrie, studierte in England Unterrichtsmethoden nach Rudolf Steiner und komponierte auf Hawaii liturgische Musik für einen tibetanischen buddhistischen Tempel. 1981 kehrte er in die USA zurück und begann am Steiner College in Fair Oaks zu unterrichten. Zur gleichen Zeit nahm er auch seine Arbeit als Komponist wieder auf. Ab 1988 lebte er in Nevada City, ab 2007 bei Mendocino.